# Halmaheramyzomela
Halmaheramyzomela (Myzomela simplex) är en fågelart i familjen honungsfåglar inom ordningen tättingar.

## Utbredning och systematik
Fågeln förekommer i norra Moluckerna och delas in i två underarter med följande utbredning:
- simplex – återfinns på öarna Halmahera, Damar, Ternate, Tidore och Bacan
- mortyana – återfinns på Morotai

Den behandlas traditionellt som en del av brun myzomela (Myzomela obscura), men urskiljs sedan 2016 som egen art av Birdlife International och IUCN, sedan 2021 även av tongivande International Ornithological Congress (IOC).

## Status
Den kategoriseras av IUCN som livskraftig.